# Giacomo Perticone
Giacomo Perticone (Catania, 2 gennaio 1892 – Roma, 31 dicembre 1979) è stato un giurista e storico italiano.

## Biografia
Discendente di una famiglia aristocratica, a Catania entrò in contatto con il clima positivista, di orientamento socialista, ereditato dall'esperienza dei Fasci siciliani.
Dopo il liceo, fece studi accademici a Berlino, dove seguì i corsi di Georg Simmel e a Vienna dove si avvicinò alla socialdemocrazia nell'espressione dell'austromarxismo.
Il 30 giugno 1916 fu iniziato in Massoneria nella loggia Palingenesi di Catania, appartenente al Grande Oriente d'Italia.
Partecipò alla Prima guerra mondiale, trattenendosi in zona di guerra dal luglio 1916 al dicembre 1917, come soldato semplice nel 10º Reggimento fanteria "Regina" e restò gravemente ferito ai polmoni sul fronte dell'Isonzo, cosa che lo costrinse ad una lunga degenza nell'Ospedale Militare di Napoli.
Nel frattempo una breve licenza gli aveva permesso di sposarsi a Firenze con la lucerina Maria de Vincolis il 29 agosto 1917. 
Dopo essersi laureato in Giurisprudenza e poi in Filosofia, insegnò nei licei e, nel 1925, conseguì l'abilitazione alla docenza universitaria.
Svolse quindi alcuni corsi di Filosofia del diritto e di Dottrina dello Stato presso la facoltà di Giurisprudenza dell'Università di Roma.
Nel 1927 ricevette il primo incarico di insegnamento presso l'Università di Ferrara dove collaborò alla rivista «Nuovi problemi di politica, di storia ed economia».
Negli anni Venti pubblicò numerose traduzioni di autori filosofici tra i quali Immanuel Kant, Thomas Hobbes, Johann Gottlieb Fichte, Jean-Jacques Rousseau e del suo maestro Georg Simmel.
Nel 1931, con l'appoggio di Arturo Marpicati che lo propose a Giovanni Giuriati, allora Presidente della Camera, Perticone ebbe un incarico presso la Biblioteca della Camera dei deputati, dove, per un breve periodo fu immesso in ruolo, fino a quando, il 1º gennaio 1935, fu nominato professore di ruolo di filosofia del diritto e di teoria generale dello Stato nell'Università di Ferrara.
Da allora, continuò tuttavia a collaborare con la Biblioteca della Camera in qualità di funzionario straordinario e, dopo la guerra, in un ruolo di consulenza, fino al 31 dicembre 1961.
A partire dal 1935-1936 ricoprì la cattedra di filosofia del diritto a Perugia.
Da Perugia passò a Pisa dove elaborò «la concezione del regime di massa che gli consentiva di parlare apertamente» di dottrine politiche, tanto che in pieno Ventennio «pubblicò con l'ISPI di Milano la Storia del socialismo, la Storia del comunismo, Le tre Internazionali»; rimase in quella sede universitaria fino all'anno accademico 1953-1954.
Avvicinatosi al Partito Socialista Italiano dopo la caduta del fascismo, collaborò con il ministero per la Costituente, dirigendo la collana di testi e documenti costituzionali e contribuì alla collana di studi diretta da Alberto Maria Ghisalberti, con il volume Il problema attuale della Costituente (Firenze, Sansoni, 1946).
Nel 1948, senza successo, fu candidato per il Fronte popolare nel collegio senatoriale di Acireale.
Nel 1956 Perticone passò a Roma come titolare della prima cattedra di storia dei partiti e dei movimenti politici di questa Università che tenne fino al 1962.
In quello stesso anno fondò la rivista «Storia e politica».
Morì a Roma il 31 dicembre 1979.

## Opere
Gli interessi scientifici di Perticone si muovono su vari piani. La sua formazione è filosofica e giuridica, ma ben presto coltiva studi sociologici e storici e la sua  produzione abbraccia la filosofia del diritto, la sociologia politica, la storia dei movimenti politici, la storia contemporanea.
Tra le monografie di teoria e filosofia del diritto:
- La libertà e la legge: regime politico e ordine giuridico, Roma, Anonima romana editoriale, 1936;
- Lineamenti di filosofia del diritto, Roma, Maglione, 1931;
- Teoria del diritto e dello stato, Milano, Bompiani, 1937.

Nella ricerca storica, Perticone si concentrò soprattutto sul funzionamento del sistema rappresentativo italiano e sullo sviluppo del movimento socialista europeo.
Sul primo versante, si può citare:
- Il regime parlamentare nella storia dello Statuto albertino, Roma, Ed. dell'Ateneo, 1951;
- La formazione della classe politica nell'Italia contemporanea, Firenze, Sansoni, 1954.

Sull'altro versante:
- Linee di storia del comunismo, Milano, ISPI, 1942;
- Le tre Internazionali: materiali per servire alla storia del socialismo italiano, Roma, Atlantica, 1945;
- Storia del socialismo, Roma, Leonardo, 1945;
- L'Italia contemporanea dal 1871 al 1948, Milano, Mondadori, 1962.

Uno dei temi centrali che percorre le sue riflessioni storiche e sociologiche è quello della società di massa e del ruolo del partito politico nelle società uscite dalla grande guerra, tema che affrontò a più riprese, dal 1938.
Due raccolte furono pubblicate negli anni Quaranta:
- Studi sul regime di massa, Milano, Bocca, 1942;
- Regime di massa: nuovi studi, Roma, Atlantica, 1944;

poi, nel 1984, i principali saggi sono stati ripubblicati a cura di Maria Silvestri (Scritti sul regime di massa, Milano, Giuffrè, 1984).
Dagli anni Cinquanta, si distinse per una serie di interventi sulla rappresentanza e sui pericoli della partitocrazia.